# Allocapnia curiosa
Allocapnia curiosa är en bäcksländeart som beskrevs av Theodore Henry Frison 1942. Allocapnia curiosa ingår i släktet Allocapnia och familjen småbäcksländor. Inga underarter finns listade i Catalogue of Life.